# Ma-19
La Ma-19 est une autoroute autonome appartenant aux Iles Baléares qui est destinée à relier Palma de Majorque à Llucmajor au ouest de l'île. 